# Otto von Strubberg
Otto Julius Wilhelm Maximilian Strubberg, sau năm 1858 là von Strubberg (16 tháng 9 năm 1821 tại Lübbecke, Westfalen – 9 tháng 11 năm 1908 tại Berlin) là một sĩ quan quân đội Phổ – Đức, đã từng tham chiến trong các cuộc Chiến tranh Schleswig lần thứ hai (1864), Chiến tranh Áo-Phổ (1866) và cuộc Chiến tranh Pháp-Đức (1870 – 1871). Ông đã được thăng đến cấp Thượng tướng bộ binh.

## Tiểu sử
Ông sinh ngày 16 tháng 9 năm 1821, trong một gia đình có nguồn gốc từ Lãnh địa Vương công Tổng giám mục Osnabrück, đã được đề cập vào khoảng năm 1650 tại Borgloh. Vào năm 1839, sau khi học tập trong đội thiếu sinh quân, ông nhập ngũ trong Trung đoàn Bộ binh số 30 Rhein với quân hàm thiếu úy, sau đó ông tham dự Trường Chiến tranh Tổng hợp (Allgemeine Kriegsschule) từ năm 1843 trở đi. Tiếp theo đó, ông được bổ nhiệm làm giảng viên trường thiếu sinh quân Berlin và vào năm 1849 ông được chuyển sang các lực lượng cố nhiệm vụ đánh dẹp cuộc Cách mạng Baden.
Vào năm 1852, ông được phái đến Paris để học tiếng Pháp trong vòng hai năm, và cùng năm đó ông được lên quân hàm trung úy. Ông đã nhiều lần được giao nhiệm vụ trong Bộ Tổng tham mưu. Với cấp bậc Đại úy của Bộ Tổng tham mưu Vương quốc Phổ, ông được liệt vào hàng khanh tướng Phổ vào ngày 1 tháng 1 năm 1858 tại kinh đô Berlin. Năm sau (1859), ông được bổ nhiệm làm sĩ quan phụ tá của Vương thân Nhiếp chính Phổ, và sau đó, khi vị vương thân lên ngôi vua Wilhelm I vào năm 1861, ông được ủy nhiệm làm sĩ quan hầu cận của Đức vua.
Sau đó, Strubberg giữ chức tư lệnh ( Regimentskommandeur) của Trung đoàn Phóng lựu Cận vệ Vương hậu Augusta số 4, tham gia trong các cuộc chiến tranh với Đan Mạch năm 1864 và với Áo vào năm 1866. Ông giữ chức vụ này cho đến năm 1868 Trong cuộc Chiến tranh Pháp-Đức (1870 – 1871), trên cương vị là Thiếu tướng và Quyền chỉ huy (Führer) của Lữ đoàn Bộ binh số 30, ông đã có được cơ hội đặc biệt để thể hiện tài năng của mình, qua các trận đánh tại Gravelotte vào ngày 18 tháng 8 năm 1870, Amiens vào ngày 28 tháng 11 năm 1870, Hallue, Sapignies (cuối năm 1870 – đầu năm 1871), và Saint-Quentin vào ngày 19 tháng 1 năm 1871.
Vào năm 1873, Strubberg được thăng cấp Trung tướng, đồng thời lãnh chức Tư lệnh của Sư đoàn số 19 tại Hannover. Vào năm 1880, ông được nhậm chức Cục trưởng Cục thanh tra Giáo dục và Đào tạo Quân sự (Generalinspektion des Militärerziehungs- und Bildungswesens), và tại nhiệm cho đến năm 1890. Trên cương vị này, ông được phong quân hàm Thượng tướng bộ binh vào năm 1883.
Vào năm 1888, ông được phong chức à la suite của đội thiếu sinh quân và vào ngày 8 tháng 8 năm 1889, ông được phong chức Trưởng Đại tá (Regimentschef) Trung đoàn Bộ binh "Bá tước Werder" (Rhein số 4) số 30. Vào năm 1890, ông được xuất ngũ. Đến năm 1908, ông tổ chức lễ kỷ niệm 40 ngày ông được phong cấp tướng, nhưng không lâu sau đó ông từ trần vào ngày 9 tháng 11 năm 1908 ở Berlin. Ông được mai táng trong nghĩa trang Offiziersfriedhof trên đường Linien (Linienstraße) tại Berlin.

## Phong tặng
Vào năm 1871, Von Strubberg được tặng thưởng Huân chương Thập tự Sắt hạng I và Huân chương Quân công. Vào năm 1885, ông được trao tặng Đại Thập tự của Huân chương Đại bàng Đỏ đính kèm Bó sồi và Thanh gươm trên Chiếc nhẫn; vào năm 1897, ông được tặng Kim cương đính kèm Đại Thập tự, rồi vào năm 1902 ông được trao tặng Huân chương Ghi công của Vương triều Phổ.